# Numenius tahitiensis
Il chiurlo di Tahiti (Numenius tahitiensis Gmelin, 1789) è un uccello della famiglia degli Scolopacidae dell'ordine dei Charadriiformes.

## Sistematica
Numenius tahitiensis non ha sottospecie, è monotipico.

## Distribuzione e habitat
Questo chiurlo nidifica lungo le rive dello Yukon e nella Penisola di Seward in Alaska. Quando sverna, si dirige a sud in Oceania, dalle Hawaii a nord alle Pitcairn a sud, dall'Isola di Pasqua a ovest, fino alla Marianne Settentrionali a est. È di passo in Giappone, Indonesia, Filippine  e Papua Nuova Guinea.